# Бхавсар, Радж
Стивен Радж Бхавсар (род. 7 сентября 1980 года) — американский гимнаст. В 2001 по 2003 годах принимал участие в составе сборной США в соревнованиях на чемпионате мира по спортивной гимнастике. В 2008 году завоевал бронзовую медаль в командном первенстве в составе олимпийской сборной США вместе со спортсменами Александром Артемьевым, Джоуи Хагерти, Джонатаном Хортоном, Джастином Сприном и Кай Вэнь Таном.
В 2004 году был запасным в олимпийской сборной США.

## Биография
Бхавсар родился в Хьюстоне, США. Учился в Mayde Creek Junior High и Mayde Creek High School. Занимался спортивной гимнастикой в Cypress Academy с тренером Биллом Фостером.
Бхавсар был членом сборной США на чемпионате мира по спортивной гимнастике, где завоевал серебряную медаль в командном первенстве. В 2003 году на чемпионате мира по спортивной гимнастике завоевал вторую серебряную медаль.
В 2008 году был третьим в командных соревнованиях на Олимпийских играх в Пекине.
Именем Бхавсара названы два новых элемента в упражнениях на кольцах.
После участия в Олимпийских играх работал в цирке «Сирк дю солей» (Cirque du Soleil).

## Выступление на Олимпийских играх
| Олимпиада  | Дисциплина             | Место             |
| ---------- | ---------------------- | ----------------- |
| Пекин 2008 | личное первенство      | 52 (квалификация) |
| Пекин 2008 | командные соревнования | 3                 |
| Пекин 2008 | вольные упражнения     | 63 (квалификация) |
| Пекин 2008 | параллельные брусья    | 19 (квалификация) |
| Пекин 2008 | кольца                 | 16 (квалификация) |
| Пекин 2008 | конь                   | 45 (квалификация) |